# Adriana Ocampo
Adriana Christian Ocampo Uria (Barranquilla, 5 gennaio 1955) è un'esogeologa colombiana naturalizzata statunitense, specialista nello studio dei crateri da impatto. È la responsabile principale del Programma New Frontiers.

## Biografia
Adriana nasce il 5 gennaio 1955 a Barranquilla, la quarta città più popolosa della Colombia. La madre, Teresa Uria, è un insegnante che segue il Metodo Montessori, il padre, Victor Alberto Ocampo, è un ingegnere elettrico. La famiglia si trasferisce prima a Buenos Aires e poi nel 1969 in California. A Pasadena Adriana orienta i suoi corsi verso le materie scientifiche, in particolar modo matematica e fisica. In realtà aveva dimostrato fin da giovane un particolare interesse verso l'astronomia, interesse che i genitori avevano assecondato. Nel 1973 ottiene un lavoro estivo presso il Jet Propulsion Laboratory della NASA, che evolve in un lavoro a tempo parziale.
Nel 1977 ottiene il suo "Associate Degree in Science" presso il Pasadena City College, continuando a lavorare come ricercatrice presso il Jet Propulsion Laboratory. Manterrà il suo lavoro al JPL anche durante il Bachelor of Science in geologia, che ottiene nel settembre 1983 presso la California State University di Los Angeles e il Master of Science in geologia, che ottiene nell'agosto del 1997 presso la California State University di Northridge. Termina il suo percorso accademico con un Dottorato di ricerca in scienze planetarie nel settembre 2012 presso la Vrije Universiteit di Amsterdam.
Uno dei suoi primi successi lavorativi avviene nel 1991, durante la scoperta del Cratere di Chicxulub. Lei e i suoi colleghi riuscirono a identificare, grazie alle immagini satellitari, il cratere d'impatto che Glen Penfield aveva parzialmente identificato svariati anni prima. Questa scoperta confermava la teoria, avanzata da Luis Álvarez e da suo figlio Walter Álvarez, che l'estinzione dei dinosauri fosse dovuta a una catastrofe naturale, causata da un asteroide. I due scienziati infatti avevano già scoperto che un'anomala quantità d'iridio fosse un segno indiziario dell'impatto di un meteorite.
Quello stesso anno la NASA e la Planetary Society finanziarono una spedizione nella penisola dello Yucatán, diretta da Ocampo ed il collega Kevin O. Pope, per analizzare la composizione del cratere d'impatto. I risultati ottenuti in questa prima spedizione, furono così importanti che furono organizzate altre cinque spedizioni e Ocampo dedicò a questi studi e all'analisi dei dati raccolti, non solo il suo Master ma anche il suo Dottorato di ricerca.
Dal 2002 al 2004 è stata ricercatrice presso l'Agenzia Spaziale Europea (ESA), nell'ambito dei progetti Mars Express e Venus Express. Nel 2005 è stata un membro scientifico per la Sonda Galileo Attualmente è direttore del Programma New Frontiers, e sta lavorando alla missione Juno dedicata allo studio del campo magnetico di Giove, alla missione New Horizons dedicata all'esplorazione di Plutone e alla missione OSIRIS-REx dedicata all'esplorazione degli asteroidi.

## Premi e riconoscimenti
- 1992 - Woman of the Year Award in Science dalla Comisión Femenil Mexicana Nacional di Northridge.
- 1996 - Advisory Council for Women Award del Jet Propulsion Laboratory
- 1997 - Science and Technology Award della Chicano Federation
- 2002 - The 50 Most Important Women in Science citata nella lista della Discover Magazine[9]
- 2003 - Colombian Orquidea Award in science[7]
- 2003 - Le viene dedicato l'asteroide 177120 Ocampo Uría.[10]